# Lithobius verrucifer
Lithobius verrucifer är en mångfotingart som beskrevs av Muralevitch 1926. Lithobius verrucifer ingår i släktet Lithobius och familjen stenkrypare. Inga underarter finns listade i Catalogue of Life.